# Gurgler Ferner
Der Gurgler Ferner (früher auch Großer Ötzthaler Ferner genannt) ist ein Gletscher in den Ötztaler Alpen. Mit einer Fläche von 9,58 km² ist er mittlerweile nur noch der drittgrößte Gletscher des österreichischen Bundeslands Tirol hinter dem Gepatsch- und dem Mittelbergferner, nachdem letzterer in den letzten Jahren etwas weniger vom Gletscherrückgang betroffen war. Aufgrund der Grenzziehung, die sich in diesem Gebiet nicht immer an der Eis- bzw. Wasserscheide orientiert, befinden sich kleinere Teile des Gletschers auch auf italienischem Staatsgebiet und sind im Südtiroler Naturpark Texelgruppe unter Schutz gestellt.

## Lage und Form
Der Gurgler Ferner ist ein typischer Talgletscher und fließt ausgehend vom Gurgler Kamm, der Teil des Alpenhauptkamms ist, knapp acht Kilometer nach Norden ins Gurgler Tal. Der Gurgler Ferner ist eingebettet zwischen dem Ramolkamm mit dem Schalfkogel im Westen und dem Schwärzenkamm im Osten. Am orographisch rechten Ufer des Gletschers liegt das Hochwildehaus.

## Geschichte

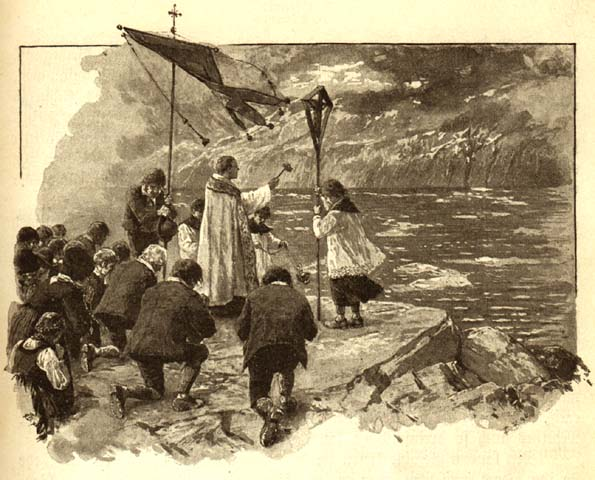
Bittgang zum Steinernen Tisch
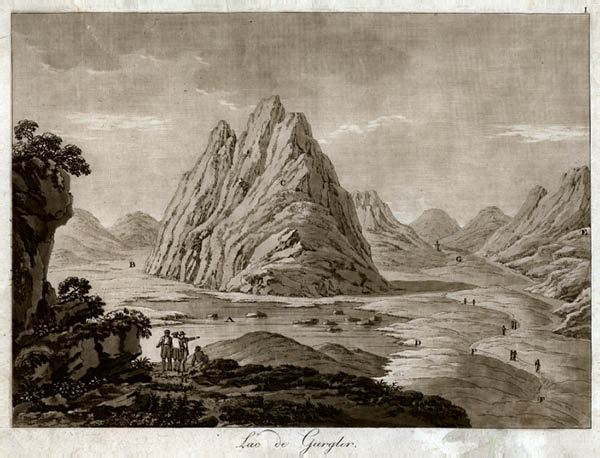
Gurgler Eissee im Jahre 1770

Neben dem noch berüchtigteren Vernagtferner war auch der Gurgler Ferner im Ötztal für seine Gletscherseeausbrüche gefürchtet. Wenn das Eis des Gletschers bis zum Langtalereck reichte, stauten sich die Abflüsse des weiter östlich liegenden Langtaler Ferners, und es bildete sich der bis 4 km² große Gurgler Eissee, auch Gurgler Lacke genannt. In den Jahren 1717 und auch 1770 verwüstete dessen Entleerung das Gurgler Tal und das Ötztal.
Im Jahr 1931 machte der Gurgler Ferner Schlagzeilen, als am 27. Mai der Schweizer Gelehrte Auguste Piccard mit seinem Assistenten Dr. Kipfer nach Aufstellung eines Ballon-Höhenrekords auf dem Gurgler Ferner notlanden musste. Den eigentlichen Ballon konnten Bergsteiger bergen, die schwere Aluminiumgondel jedoch vorerst nicht. Sie wurde in kurzer Zeit zu einer Touristenattraktion, sodass manche Einheimische den Verbleib der Gondel am Gletscher befürworteten. Für das Frühjahr 1932 war nun doch eine Bergung vorgesehen, mit dem Ziel, die Gondel in einem Museum (Brüssel oder München) auszustellen. Am 7. April 1932 konnte die Gondel, die im Eigentum des belgischen Fonds National de la Recherche Scientifique stand, zunächst in die Nähe der Karlsruher Hütte (heute Langtalereckhütte) transportiert werden. Aus ungeklärten Umständen (ein „Böswilligkeitsakt“ wurde vermutet) rollte die Gondel jedoch in der Nacht auf 8. April von dort auf den Gurgler Ferner hinunter. Infolge Schlechtwettereinbruchs konnte die Bergung der nur leicht verbeulten Gondel erst wieder am 11. April 1932 fortgesetzt werden, es gelang der Transport mittels Schlittens nach Gurgl und weiter nach Zwieselstein. Am 12. April wurde sie von dort mittels Lastkraftwagens nach Innsbruck transportiert. Am 19. April wurde sie per Bahn nach Feldkirch gebracht und dort für den Weitertransport nach Zürich wieder auf einen Lastkraftwagen umgeladen.
Ein 1989 in Obergurgl aufgestelltes Denkmal erinnert an die Notlandung. Ungefähr am Ort der Notlandung wurde 2017 die Piccard-Brücke errichtet, nachdem der Gurgler Ferner dort schon völlig abgeschmolzen war.